# Elton Watkins
Elton Watkins (* 6. Juli 1881 in Newton, Newton County, Mississippi; † 24. Juni 1956 in Portland, Oregon) war ein US-amerikanischer Politiker. Zwischen 1923 und 1925 vertrat er den dritten Wahlbezirk des Bundesstaates Oregon im US-Repräsentantenhaus.

## Berufliche Laufbahn
Elton Watkins besuchte die öffentlichen Schulen seiner Heimat in Mississippi und danach die Webb School in Bell Buckle (Tennessee). Danach studierte er bis 1910 an der Washington and Lee University in Lexington. Mit einem Jurastudium an der juristischen Fakultät der George Washington University in Washington schloss er 1912 seine Ausbildung ab. Während seiner Studienzeit in Washington arbeitete er zeitweise für das FBI, das damals noch Bureau of Investigation hieß.
Im Jahr 1912 zog er nach Portland in Oregon, wo er als Rechtsanwalt arbeitete. Zwischen 1914 und 1918 war er als Ankläger bei der Anwaltskammer von Oregon angestellt. Während des Ersten Weltkriegs arbeitete er wieder für das Bureau of Investigation. 1919 wurde er stellvertretender Bundesstaatsanwalt für Oregon.

## Politik
Watkins war Mitglied der Demokratischen Partei. Bei den Kongresswahlen des Jahres 1922 wurde er in das US-Repräsentantenhaus gewählt, wo er am 4. März 1923 Clifton N. McArthur ablöste. Da er bei den nächsten Wahlen jedoch nicht wiedergewählt wurde, konnte er bis zum 3. März 1925 nur eine Legislaturperiode im Kongress absolvieren.
In den Jahren 1930 und 1932 bewarb er sich jeweils erfolglos um einen Sitz im US-Senat, wobei er 1932 bereits in den Vorwahlen seiner Partei unterlag. Ebenfalls 1932 und noch einmal im Jahr 1940 kandidierte er erfolglos für das Amt des Bürgermeisters von Portland.
Elton Watkins starb im Juni 1956 in Portland, wo er auch beigesetzt wurde. Seit 1918 war er mit Daniela Ruth Sturgis verheiratet, mit der er zwei Kinder hatte.